# Pano Akourdalia
Pano Akourdalia (griechisch Πάνω Ακουρδάλια), auch Pano Akourdaleia (griechisch Πάνω Ακουρδάλεια) oder Pano Akourdhalia, ist eine Gemeinde im Bezirk Paphos in der Republik Zypern. Bei der Volkszählung im Jahr 2021 hatte sie 34 Einwohner.

## Lage und Umgebung

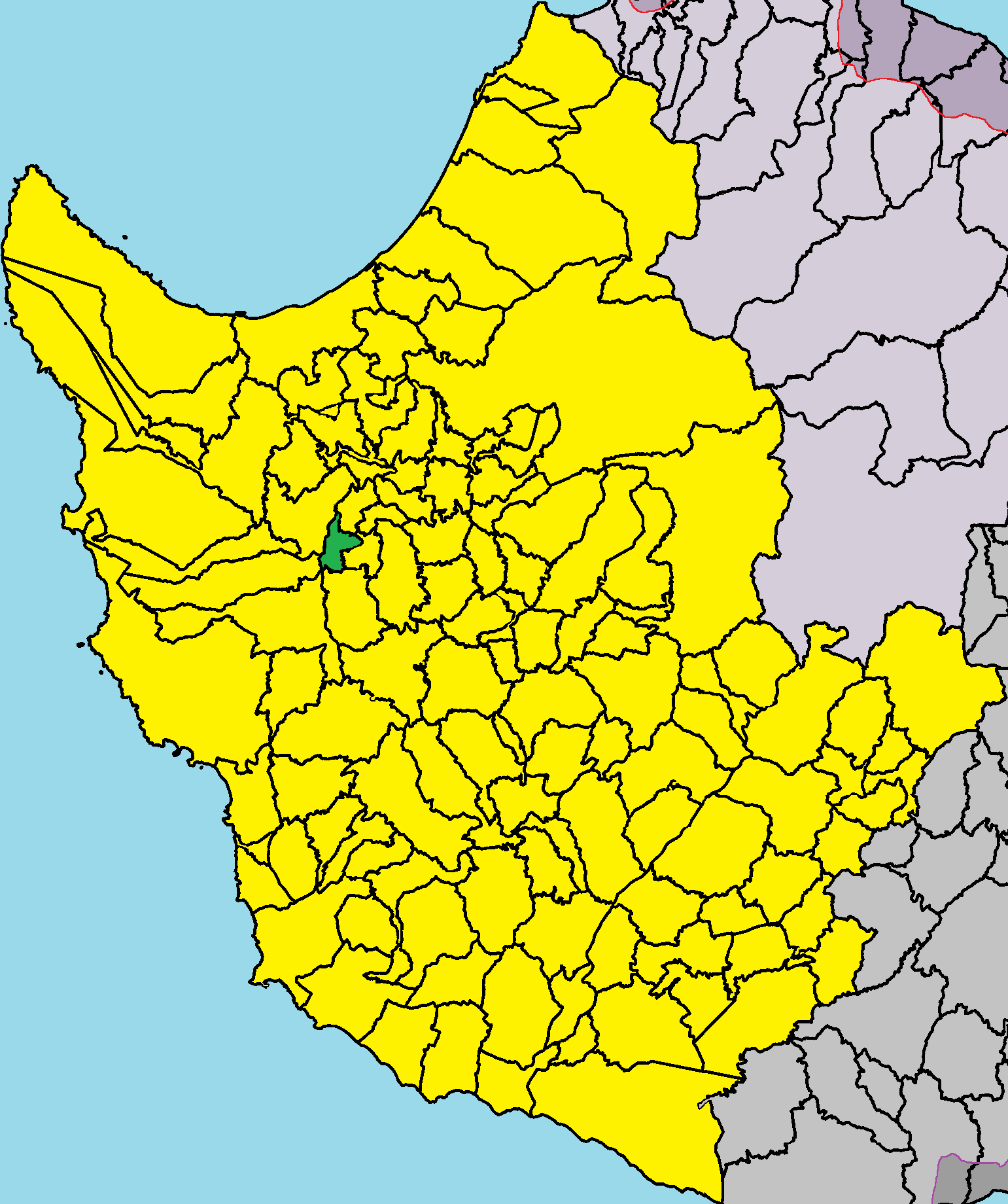
Lage im Bezirk Paphos

Pano Akourdalia liegt im Westen der Mittelmeerinsel Zypern nahe dem Evretou-Stausee auf einer Höhe von etwa 430 Metern, etwa 28 Kilometer nördlich von Paphos, 90 Kilometer nordwestlich von Limassol und knapp 170 Kilometer von Nikosia entfernt. Das 2,67763 Quadratkilometer große Dorf grenzt im Norden an Kato Akourdalia, im Osten an Miliou, im Süden Theletra und im Westen Pano Arodes und Kritou Tera. Das Dorf kann über Abzweige der Straßen B7 und E711 erreicht werden.
Die durchschnittliche jährliche Niederschlagsmenge beträgt rund 600 Millimeter. In der Umgebung werden vor allem Getreide, Futterpflanzen, Mandelreben und Johannisbrot angebaut. Geologisch betrachtet liegt Pano Akourdalia auf Mergel-, Kreide-, Gips- und Mergelkalksteinen der Kreidezeit, des Miozäns und des Pliozäns.

## Geschichte
In einem alten Manuskript aus der venezianischen Zeit wird die Siedlung Akourdalia erwähnt, welche wahrscheinlich während der byzantinischen Zeit gegründet wurde. Später wurde diese Siedlung in Kato und Pano Akourdalia aufgeteilt.
Zur Zeit der Venezianischen Herrschaft über Zypern (15./16. Jahrhundert) führte der Ort den Namen Quardia.

### Bevölkerungsentwicklung
Die folgende Tabelle zeigt die Bevölkerung des Dorfes, wie sie in den in Zypern durchgeführten Volkszählungen erfasst wurde.
| Jahr      | 1881 | 1891 | 1901 | 1911 | 1921 | 1931 | 1946 | 1960 | 1976 | 1982 | 1992 | 2001 | 2011 | 2021 |
| Einwohner | 82   | 66   | 75   | 89   | 94   | 94   | 114  | 102  | 87   | 61   | 32   | 26   | 44   | 34   |

## Persönlichkeiten
- Takis Hadjigeorgiou (* 1956), Politiker

## Sehenswürdigkeiten
- Neue und Alte Kirche von Panagia Chryseleousa